# سپاه اعزامی ایتالیا در روسیه
سپاه اعزامی ایتالیا در روسیه (به ایتالیایی: Corpo di spedizione italiano in Russia - به اختصار CSIR) یک یگان نیروی زمینی پادشاهی ایتالیا به اندازه سپاه بود که برای جنگ با شوروی در قالب نیروهای محور به جبهه شرقی جنگ جهانی دوم اعزام شد. این سپاه به عنوان بخشی از گروه ارتش جنوب ورماخت در قسمت جنوبی خط مقدم به عملیات پرداخت و در برخی نبردها از جمله نبرد کی‌یف مشارکت داشت.

## نیروها و تجهیزات
این سپاه هنگام تشکیل شامل ۶۰ هزار نفر نیرو در سه لشکر نهم پازوبیو، پنجاه و دوم تورینو و سوم دوکا د آوستا می‌شد. دو لشکر نخست «پیاده‌نظام نیمه موتوریزه» و سومی از نوع یگان‌های متحرک «سریع» (چِلِره) به حساب می‌آمدند. لشکرهای پازوبیو و تورینو هر یک دو هنگ پیاده‌نظام، یک هنگ توپخانه و گروهان‌های خمپاره‌انداز، توپ پیاده‌نظام و توپ ضدهوایی داشتند. به هر لشکر همچنین یک گردان پیاده‌نظام پیراهن سیاهان و گروهان‌های خمپاره‌انداز و توپ ضدتانک از تیپ سوم ژانویه ملحق بود. لشکر دوکا د آوستا دو هنگ سواره‌نظام، یک هنگ اسب‌کشنده توپخانه و همچنین گردان‌های برسالیِری و تانک سبک داشت. هر سه لشکر متشکل از سربازان وظیفه و داوطلبان شمال ایتالیا بودند: تورینو از تورین، پازوبیو از مونتوآ و ورونا و دوکا د آوستا از ساووی.
توپخانه نقطه ضعف این سپاه بود. سه آتشبار با ۳۶ توپ ۱۰۵/۳۲، دو آتشبار با ۱۶ توپ ضدهوایی ۷۵/۴۶ و دو آتشبار توپ‌های ضدهوایی ۲۰ میلی‌متری در اختیار قرارگاه سپاه بود. لشکر چِلِره شش آتشبار توپ‌های اسب‌کشنده ۷۵/۲۷، شانزده توپ ضدهوایی ۲۰ میلی‌متری و شانزده توپ ضد تانک ۴۷/۳۲ داشت. به هر یک از لشکرهای پازوبیو و تورینو سه آتشبار با دوازده هویتزر ۱۰۰/۱۷ و شش آتشبار با ۲۴ توپ ۷۵/۲۴ تعلق گرفت. پس از تجربیات جنگ با یونان، لشکرهای پازوبیو و تورینو یک گردان خمپاره‌انداز سنگین و یک آتشبار توپ‌های ضدهوایی ۴۷/۳۲ دریافت کردند. یک گردان توپ‌های ۴۷/۳۲ نیز به توپخانه قرارگاه سپاه افزوده شد.
ترابری در سپاه به تنها مجموعاً ۵ هزار خودرو به شدت محدود بود. بسیاری از این ادوات کامیون‌های غیرنظامی بودند. گردان برسالیری در لشکر دوکا د آوستا تنها یک گروهان موتورسوار داشت و مابقی دوچرخه‌سوار بودند. بیشتر نفرات دو لشکر تورینو و پازوبیو با وجود عنوان «موتوریزه» در نام آن‌ها، به صورت پیاده راه‌پیمایی می‌کردند.
یک یگان هوایی از نیروی هوایی سلطنتی ایتالیا نیز با کمتر از ۱۰۰ هواگرد تحت فرمان سپاه قرار داشت.
فیلدمارشال ویلهلم کایتل، رئیس فرماندهی عالی ورماخت، پس از مشاهده نیروهای این سپاه پس از رسیدن آن‌ها در اواخر ماه اوت سال ۱۹۴۱ به ناحیه عملیاتی، آن را «ناامیدی بی‌حد و حصر» با افسرانی بسیار پیر که «نیمه‌سربازانی» را هدایت می‌کنند که ناتوان از تاب‌آوری در مقابل ارتش سرخ هستند، توصیف نمود.

## تاریخچه عملیاتی

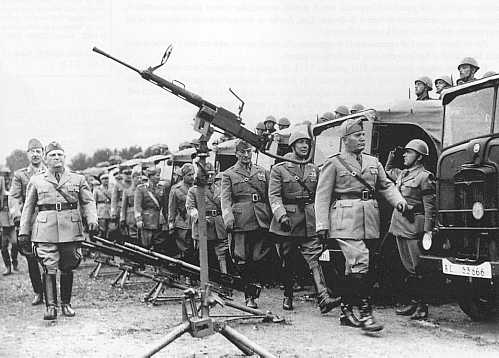
فیلدمارشال گرت فون روندشتت، بازدید بنیتو موسولینی از سپاه ایتالیا در جبهه شرقی

سپاه اعزامی ایتالیا در روسیه، مدتی پس از آغاز عملیات بارباروسا، روز ۱۰ ژوئیه سال ۱۹۴۱ از ایتالیا حرکت و با گذر از مجارستان و کوه‌های کارپات، پس از طی ۵۰۰ کیلومتر غالباً به صورت پیاده، روز ۵ اوت خود را به نقطه تجمع در مجاورت رود دنیستر رساند. در مراحل پایانی نبرد نبرد کی‌یف در ماه‌های اوت و سپتامبر، سپاه ایتالیایی در جنوبی‌ترین جناح عملیات، ابتدا تحت فرماندهی ارتش یازدهم ورماخت و سپس تحت فرماندهی گروه زرهی ۱ از گروه ارتش جنوب ورماخت، قرار داشت. آلمانی‌ها در ابتدا قصد داشتند از این یگان جهت پاکسازی مناطق تصرف شده استفاده کنند اما با تأکید فرمانده سپاه بر قابلیت تحرک آن، وظایف عملیاتی به آن محول گشت. نیروهای ایتالیایی با سد کردن مسیر عقب‌نشینی نیروهای دشمن در رود بوگ، روز ۱۱ اوت بیش از صد نفر را به اسارت گرفتند. ورماخت این عمل را یک «موفقیت جامع» توصیف نمود. به هر صورت آلمانی‌ها نسبت به برخی کاستی‌ها از جمله اتکا به فرمان‌های کتبی به جای مخابره رادیویی آن و مشکل در عملیات شناسایی و حفظ اتصال با یگان‌های همسایه، منتقد بودند. تحرک پایین‌تر ایتالیایی‌ها غالباً به دلیل کمبود ادوات ترابری و سوخت بود. فرمانده سپاه این کاستی‌ها را با بنیتو موسولینی، نخست‌وزیر ایتالیا، هنگام سرکشی او در روز ۲۸ اوت از خط مقدم مطرح کرد اما پاسخ درخوری دریافت ننمود.

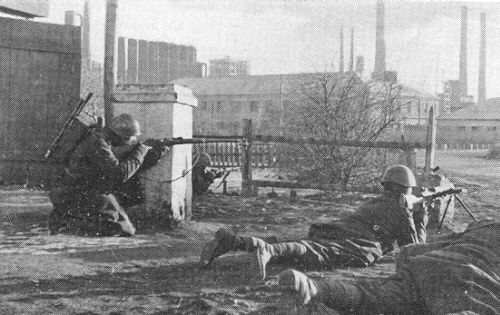
نیروهای سپاه در استالینو

سپاه ایتالیایی اوایل ماه سپتامبر از گذر ورماخت از رود دنیپر و متعاقباً با آتش توپخانه از دفاع از سر پل ایجاد شده بر آن در نزدیکی دنیپروپتروفسک پشتیبانی کرد. با وجود تمایل به آن، از این سپاه در یورش گروه زرهی ۱ از این سر پل به سمت شمال برای محاصره نیروهای دشمن در شرق کی‌یف استفاده نشد. به هر صورت با گذر از دو سر پل مختلف، سه لشکر سپاه با اجرای یک حرکت گازانبری نیروهای دشمن را در پتریکوفکا به محاصره انداختند. با وجود اراضی نامناسب، کمبود خودرو، میدان‌های پرتراکم مین شوروی و ضد حملات شدید، ایتالیایی‌ها حدود ۷ هزار نفر از سربازان ارتش سرخ را در عرض چهار روز، ۲۷ تا ۳۰ سپتامبر، به اسارت گرفتند؛ در مقابل تلفات سپاه شامل ۵۲ کشته و ۱۴۲ زخمی بود. اوایل ماه اکتبر سپاه ایتالیایی در یورش سیصد کیلومتری گروه ارتش جنوب ورماخت به ناحیه صنعتی دونباس مشارکت داشت. این سپاه در جریان نبرد دریای آزوف از جناح چپ گروه زرهی ۱ محافظت می‌کرد. با وجود مقاومت شدید دشمن، ادامه شرایط بد تدارکاتی و همچنین وضعیت نامناسب جاده‌ها که باعث کاهش سرعت و تحرک می‌شد، نیروهای سپاه در همکاری با لشکر صدونودوهشتم پیاده‌نظام ورماخت، روزهای ۱۰ و ۱۱ اکتبر سر پل شوروی در پاولوگراد را به تصرف خود درآوردند. در جریان این حمله تا روز ۱۵ اکتبر، هفت تن نیروهای سپاه کشته و ۷۷ تن دیگر زخمی شدند؛ در عوض ۵۳۱ تن از قوای دشمن را به اسارت درآمدند. اواخر ماه اکتبر به دستور ارتشبد ایوالت فون کلایست، فرمانده گروه زرهی ۱ ورماخت، سپاه ایتالیایی مأمور به تصرف شهرهای استالینو، گورلوفکو و ریکوفو در مجاورت رود دونتس شد و توانست به خوبی از پس از اجرای آن برآید. چند ضدحمله متعاقب ارتش سرخ در ناحیه دونباس تقریباً بدون پشتیبانی توپخانه که در راه‌های گل‌آلود در اراضی پشت سر باقی مانده بود، دفع شد. در این هنگام نیروها فرسوده شده بودند و فرماندهی سپاه خواهان مدتی توقف جهت استراحت و سازمان‌‌دهی مجدد برای بود؛ با این حال آلمانی‌ها اصرار بر ادامه تهاجم داشتند. به هر صورت از روز ۱۵ نوامبر این مهلت استراحت به سپاه تخصیص یافت تا مواضع دفاعی و شرایط یگان‌های تدارکات و توپخانه خود را بهبود ببخشد. با فرا رسیدن زمستان، سپاه در حوالی استالینو مستقر بود.

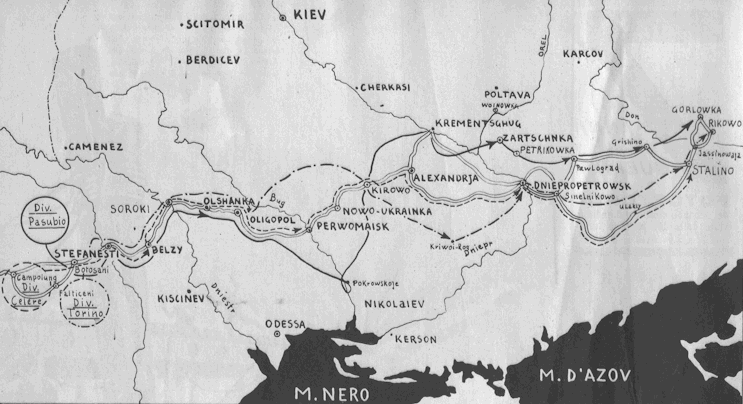
مسیر پیشروی سپاه در جریان عملیات بارباروسا

## فرماندهان
در ابتدا قرار بود فرانچسکو زینگالس فرماندهی سپاه را عهده‌دار باشد. با ابتلای زینگالس به یک بیماری سخت، جووانی مسه که انتظار می‌رفت فرمانده یکی از لشکرهای زرهی ایتالیا در شمال آفریقا شود، به این جایگاه منصوب شد.